# Philautus microdiscus
Philautus microdiscus és una espècie de granota que es troba a l'Índia.